# Minister za pravosodje Italijanske republike
Minister za pravosodje Italijanske republike (italijansko Ministro della Giustizia) ali krajše pravosodni minister predseduje ministrstvu, ki organizira sodno administracijo vseh stopenj. 
Glavne funkcije so sledeče:
- organizacija sodnih uslug, to je sodišč vseh stopenj in pripadajočih uradov;
- uprava zaporov, bodisi neposredna administracija preko kazenske policije (Polizia Penitenziaria), bodisi materialni posegi za obnovo in gradnjo zapornih stavb:
- organizacija sodnih uslug za mladoletnike s težkimi problemi (posvojitve, izguba družine); sojenje o kaznivih dejanjih mladoletnikov; uprava kaznilnic za mladoletnike;
- nadzor nad notarskimi arhivi preko specifičnih uradov za registracijo oporok in drugih notarskih aktov;
- nadzor strokovnih kolegijev, na primer kolegijev zdravnikov, inženirjev ipd;
- upravljanje centralne kartoteke z osebnimi sodnijskimi podatki državljanov;
- sodelovaje v mednarodnih problemih v zvezi s civilnim in kazenskim sodstvom;
- objava v Uradnem listu vseh zakonov, ki se tičejo sodne ureditve države;
- revizije in popravki sodnijskih kodeksov, in sicer civilnega, kazenskega in obeh proceduralnih kodeksov.

Sedež pravosodnega ministrstva Italijanske republike je v Rimu. Trenutna (2003) ministrica je Anna Maria Cancellieri. 